# Тор (фільм)
«Тор» (англ. Thor) — американський фільм 2011 року. Прем'єра (в Україні): 28.04.2011. Прем'єра (у світі): 21.04.2011. Вікові обмеження (років): 14 років.

## Сюжет
Епічна пригода відбувається як на нашій планеті, так і у королівстві богів Асґарді. В центрі історії — Могутній Тор, сильний, але зарозумілий воїн, чиї незрозсудні вчинки відроджують давню війну в Асґарді. Щоб Тора покарати, його позбавляють сил, засуджують на заслання на Землю, де примушують жити серед звичайних людей. Тор дізнається, скільки потрібно сил, щоб стати справжнім героєм, коли найнебезпечніший лиходій його світу направляє темні сили, щоб поглинути Землю.

## Фільмування
Довгий час кіномани вважали, що роль головного противника Тора, бога Локі, отримає Джим Керрі — можливо, через те, що цей актор вже має на своєму рахунку успішну роль лиходія у кінокоміксі (Ріддлер у «Бетмен назавжди»), а також тому, що в «Масці» у головного героя час від часу вселявся саме дух Локі. Однак режисер «Тора» Кеннет Брана мав особисту думку з цього приводу: він взяв на роль свого приятеля і театрального колегу Тома Гіддлстона. Разом вони раніше знімались у телесеріалі «Валандер» (за мотивами детективів шведського письменника Геннінга Манкеля) і грали на лондонській сцені у п'єсі «Іванов». Спочатку Том хотів грати Тора, проте постановник переконав його, що з нього вийде чудовий лиходій. Гіддлстон каже, що: 
|  | Вирішив грати Локі, як Едмонда з «Короля Ліра», тільки ще підступніше. Локі володіє прийомами чорної магії, може міняти зовнішність, перетворювати хмари на драконів. |

 Актору також довелося тренуватися і сидіти на дієті: він був змушений радикально схуднути, щоб у нього було хиже обличчя. Разом з Брана вони вирішили, що бійцівський стиль Локі буде прямо протилежний стилю Тора, тому Том Гіддлстон вивчав бразильське бойове мистецтво капоейра, яке нагадує танець.
У фіналі фільму бог-громовержець та його друзі вирішують, що Локі загинув, але це зовсім не так: вже зараз відомо, що він повернеться у «Месниках» — блокбастері, де зберуться Залізна людина, Тор, Галк та багато інших супергероїв «Марвел». «Можу лише сказати, що у Локі надзвичайно масштабні плани, і сам Тор не може здолати брата», — розповідає Том Гіддлстон. Він також хвалить сценарій Джоса Відона, якому вдалося поділити екранний час між сімома героями та однією героїнею.

## У ролях
| Актор                 | Роль                        |
| --------------------- | --------------------------- |
| Кріс Гемсворт         | Тор                         |
| Дакота Гойо           | Тор у дитинстві             |
| Том Гіддлстон         | Локі                        |
| Тед Олпресс           | Локі у дитинстві            |
| Ентоні Гопкінс        | Одін                        |
| Рене Руссо            | Фріґґа                      |
| Ідріс Ельба           | Геймдалл                    |
| Наталі Портман        | Джейн Фостер                |
| Стеллан Скашгорд      | Ерік Селвіґ                 |
| Кет Деннінгс          | Дарсі Льюїс                 |
| Колм Фіоре            | Лофей                       |
| Рей Стівенсон         | Вольстаґґ                   |
| Асано Таданобу        | Гоґун                       |
| Джошуа Даллас         | Фандрал                     |
| Джеймі Александер     | Леді Сіф                    |
| Кларк Грегг           | Філліп Коулсон              |
| Максиміліано Ернандес | агент Джаспер Сітвелл       |
| Семюел Лірой Джексон  | Ніколас Джозеф Ф'юрі        |
| Джеремі Реннер        | Клінт Бартон / Соколине Око |
| Стен Лі               | камео                       |

## Український дубляж
- Дубльовано студією Postmodern на замовлення B&H Film Distribution.
- Режисер дубляжу: Ольга Фокіна
- Переклад і укладка тексту: Олекси Негребецького
- Звукорежисер: Олександр Козярук
- Менеджер проєкту: Ірина Туловська

Ролі дублювали:
- Дмитро Гаврилов — Тор Одінсон
- Дмитро Терещук — Локі Лофейсон
- Олена Яблучна — Джейн Фостер
- Василь Мазур — Одін
- Андрій Середа — Ерік Селвіґ
- Грегорій Герман — Геймдалл
- Михайло Жонін — Гоґун
- Лариса Руснак — Фріґґа

А також: Андрій Самінін, Катерина Сергеєва, Микола Боклан, Михайло Тишин, Костянтин Лінартович та інші.